# 歐魯韋爾迪 (聖卡塔琳娜州)
歐魯韋爾迪（葡萄牙語：Ouro Verde），是巴西的城鎮，位於該國南部，由聖卡塔琳娜州負責管轄，始建於1992年1月9日，面積189平方公里，海拔高度758米，2010年人口2,271，人口密度每平方公里12人。